# Corduliinae
Die Corduliinae sind eine Unterfamilie der Falkenlibellen (Corduliidae) innerhalb der Libellen. Diese Unterfamilie umfasst 21 Gattungen deren Arten weltweit verbreitet sind.

## Merkmale
Die Arten der Unterfamilie Corduliinae sind meist von mittlerer Größe und metallisch grüne, braune oder schwarze Libellen. Teilweise weisen sie dazu eine gelbe Musterung auf. Die Flügel sind meist durchsichtig, im Cubitalbereich sind weniger als drei Queradern zu finden und die Analschleife ist gut ausgebildet.

## Systematik
Neben der namensgebenden Typgattung der Cordulia beinhalten die Corduliinae Vertreter weiterer 20 Gattungen. Das Taxon wurde 1871 von Selys eingerichtet.
- Aeschnosoma
- Antipodochlora
- Falkenlibellen (Cordulia)
- Dorocordulia
- Zweiflecke (Epitheca)
- Guadalca
- Helocordulia
- Hemicordulia
- Heteronaias
- Libellulosoma
- Metaphya
- Neurocordulia
- Paracordulia
- Pentathemis
- Platycordulia
- Procordulia
- Rialla
- Smaragdlibellen (Somatochlora)
- Tetragoneuria
- Williamsonia